# Riva degli Schiavoni

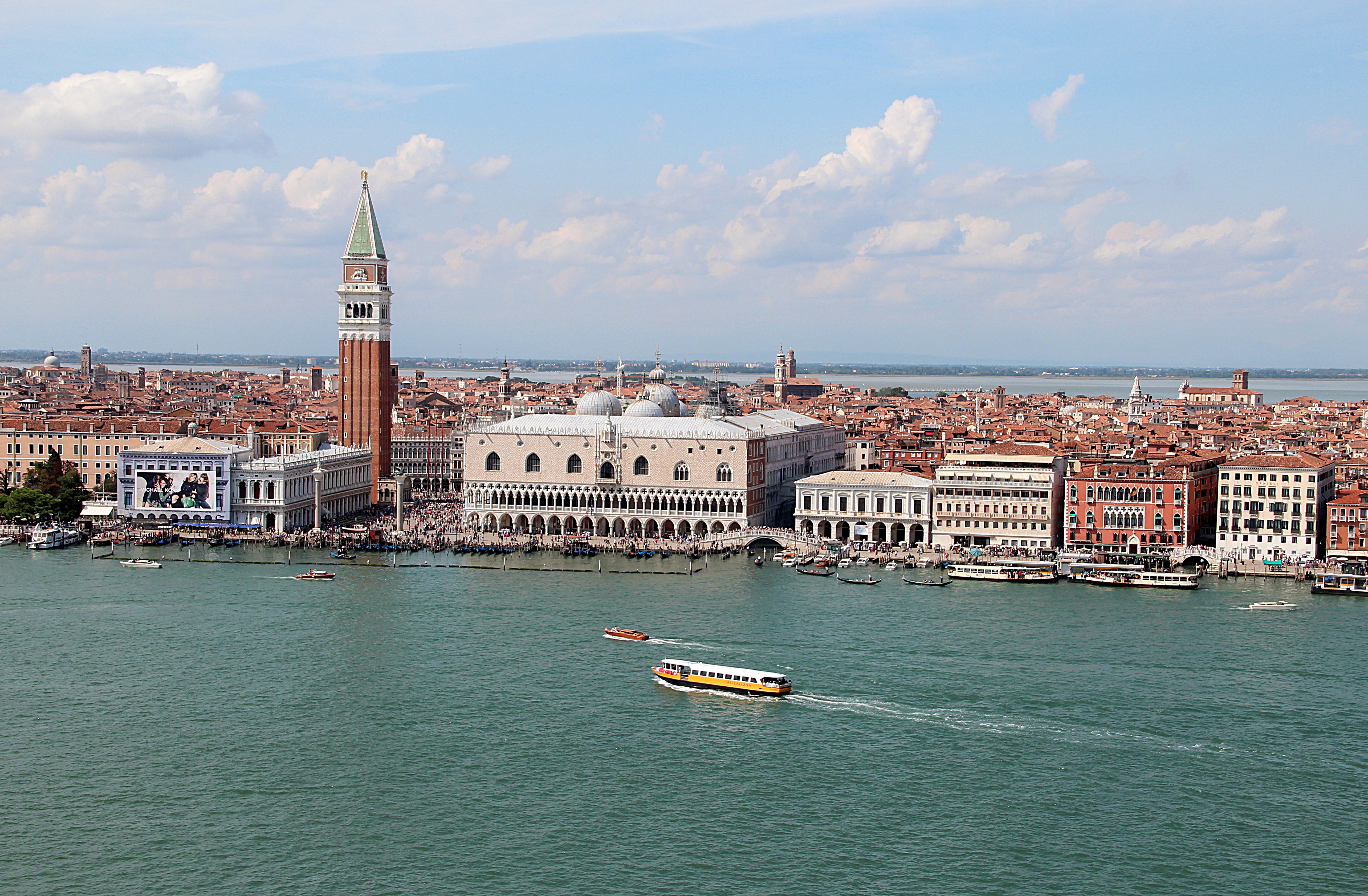
Panoramă a malului Riva degli Schiavoni.

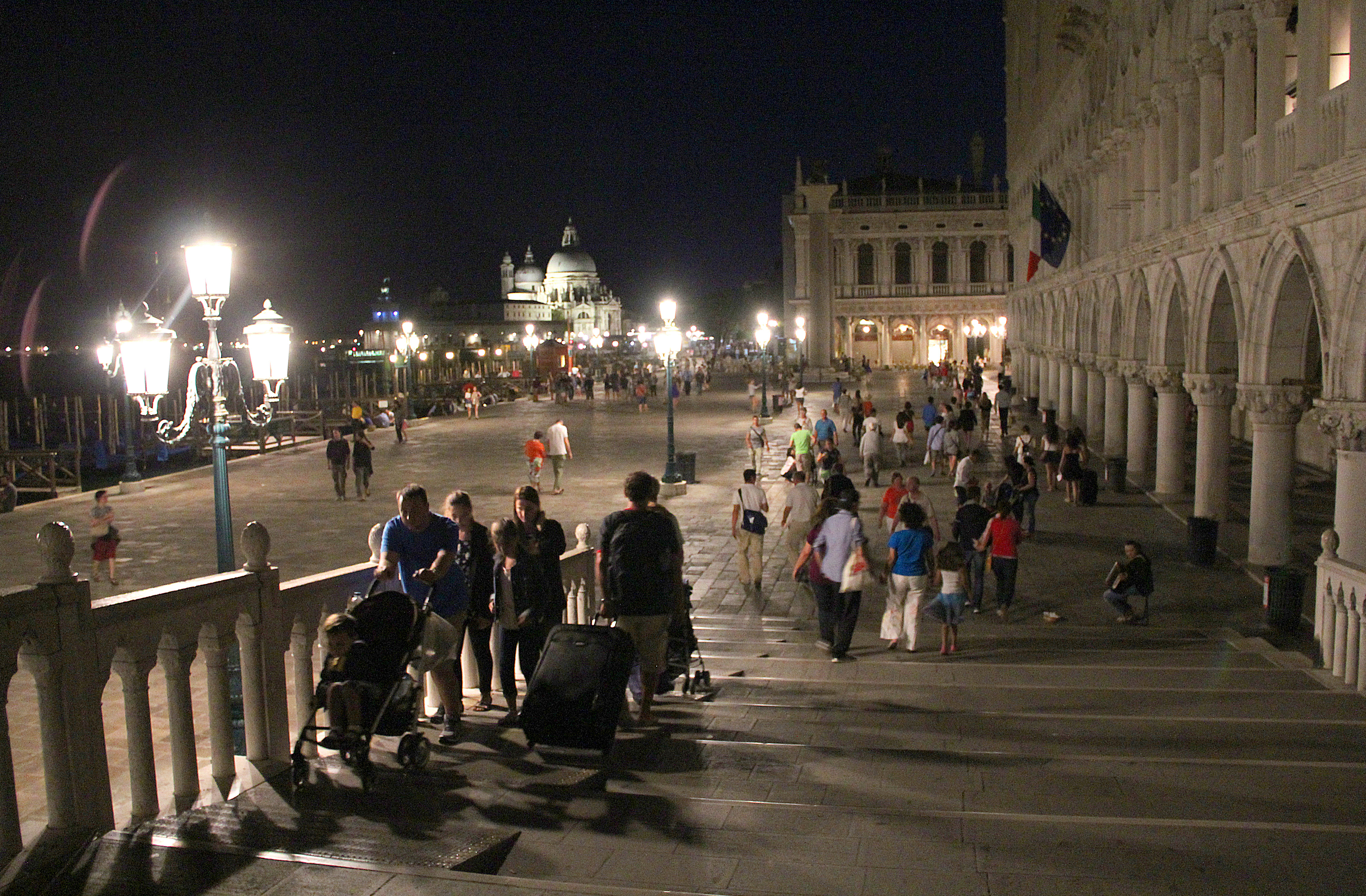
Riva degli Schiavoni și Molo văzute noaptea

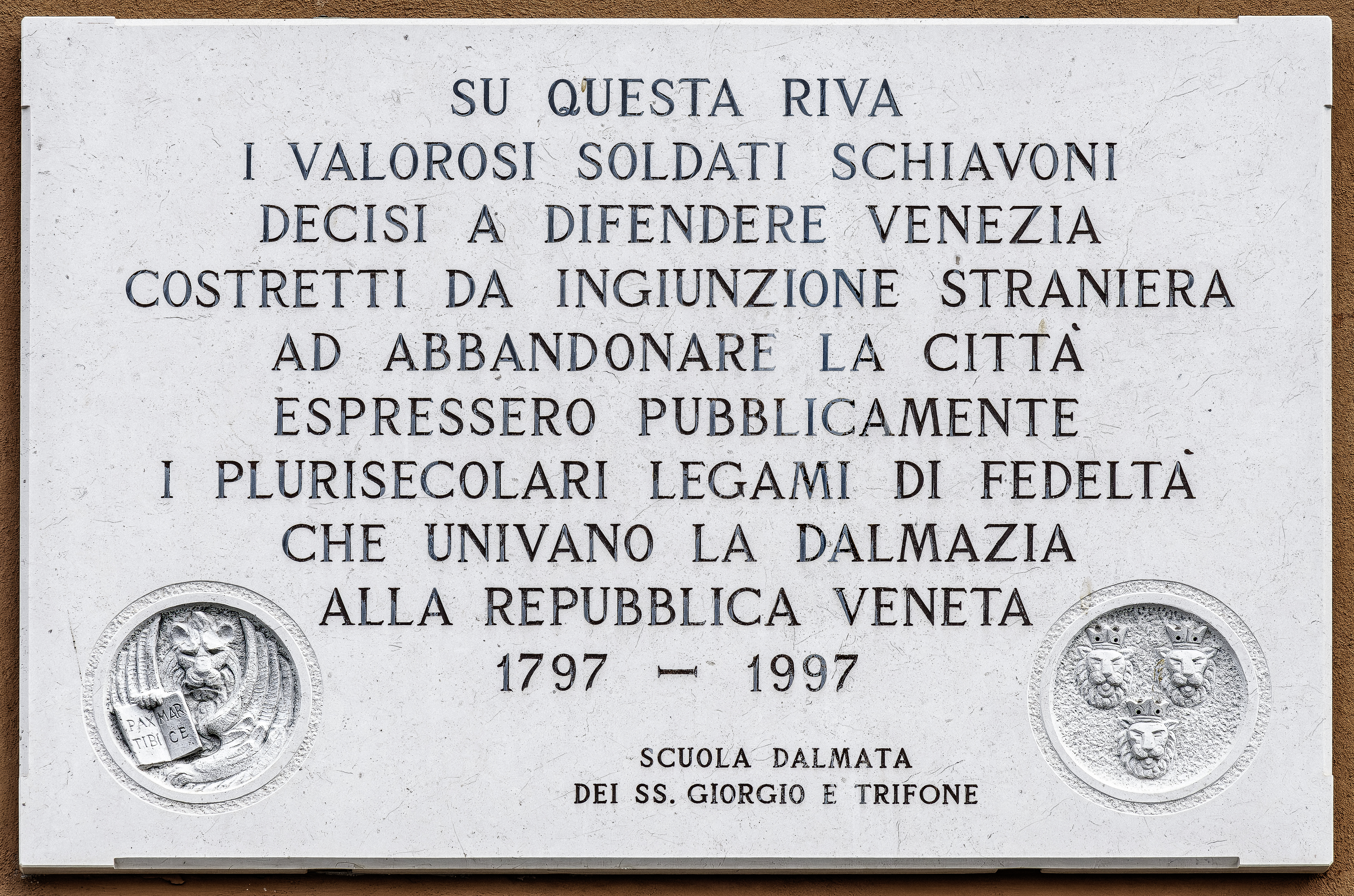

Riva degli Schiavoni este un mal important al orașului Veneția. Este situat în sestiere Castello și se întinde de-a lungul Bazinului San Marco începând de la ponte della Paglia de peste Rio di Palazzo, în apropiere de Palatul Dogilor, și până la Rio de la Ca' di Dio.
Malul își are numele de la negustorii proveniți din Dalmația care în timpul Republicii Venețiene era numită, de asemenea, Slavonia sau Schiavonia și care soseau aici cu navele lor comerciale și aveau, de asemenea, spații comerciale. Malul constituia, de fapt, o parte integrantă a portului comercial al Veneției și avea o importanță considerabilă, datorită apropierii sale de Piața San Marco și de centrul puterii politice venețiene.

## Istoric

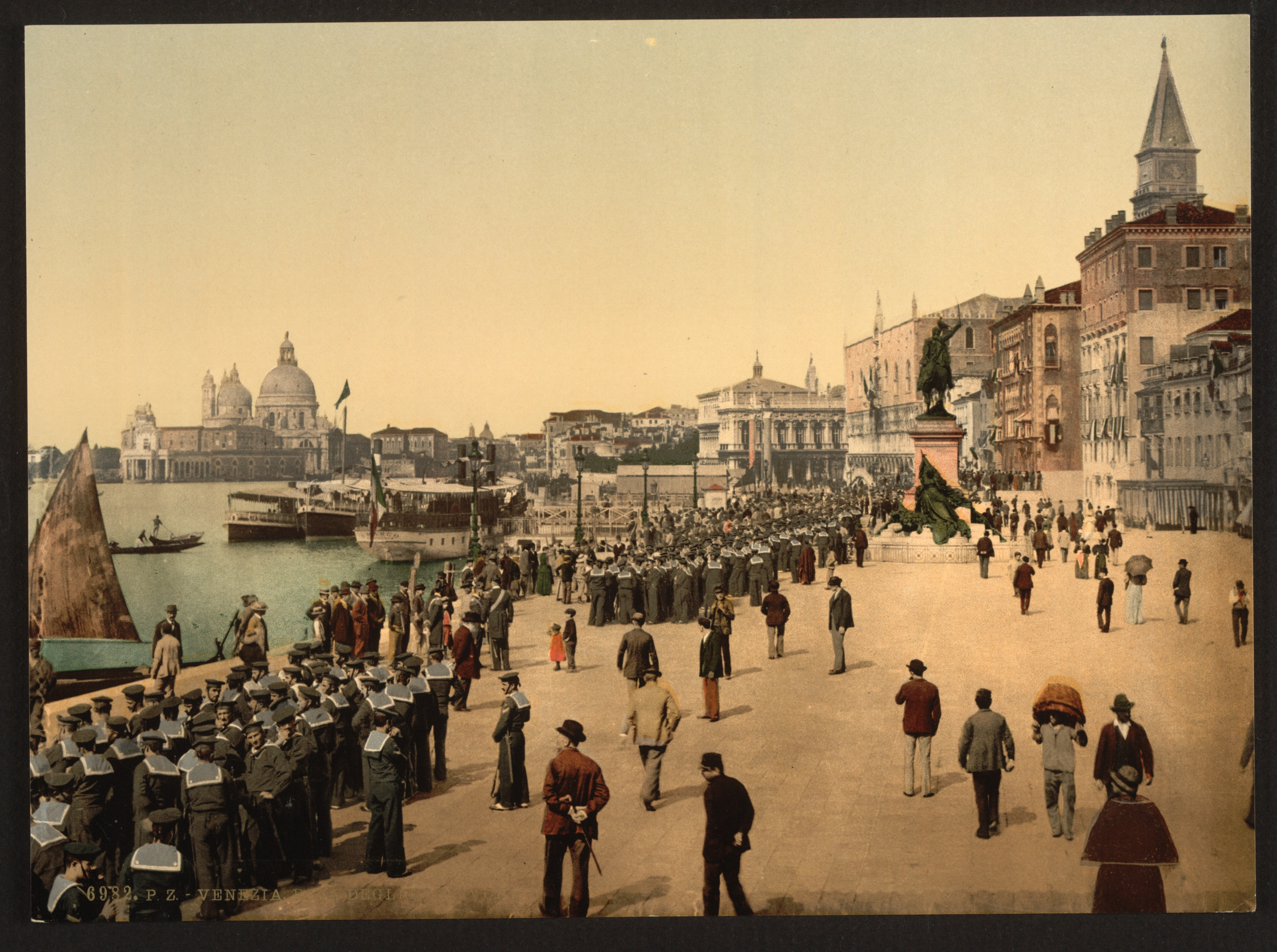
Riva degli Schiavoni între 1890 și 1900

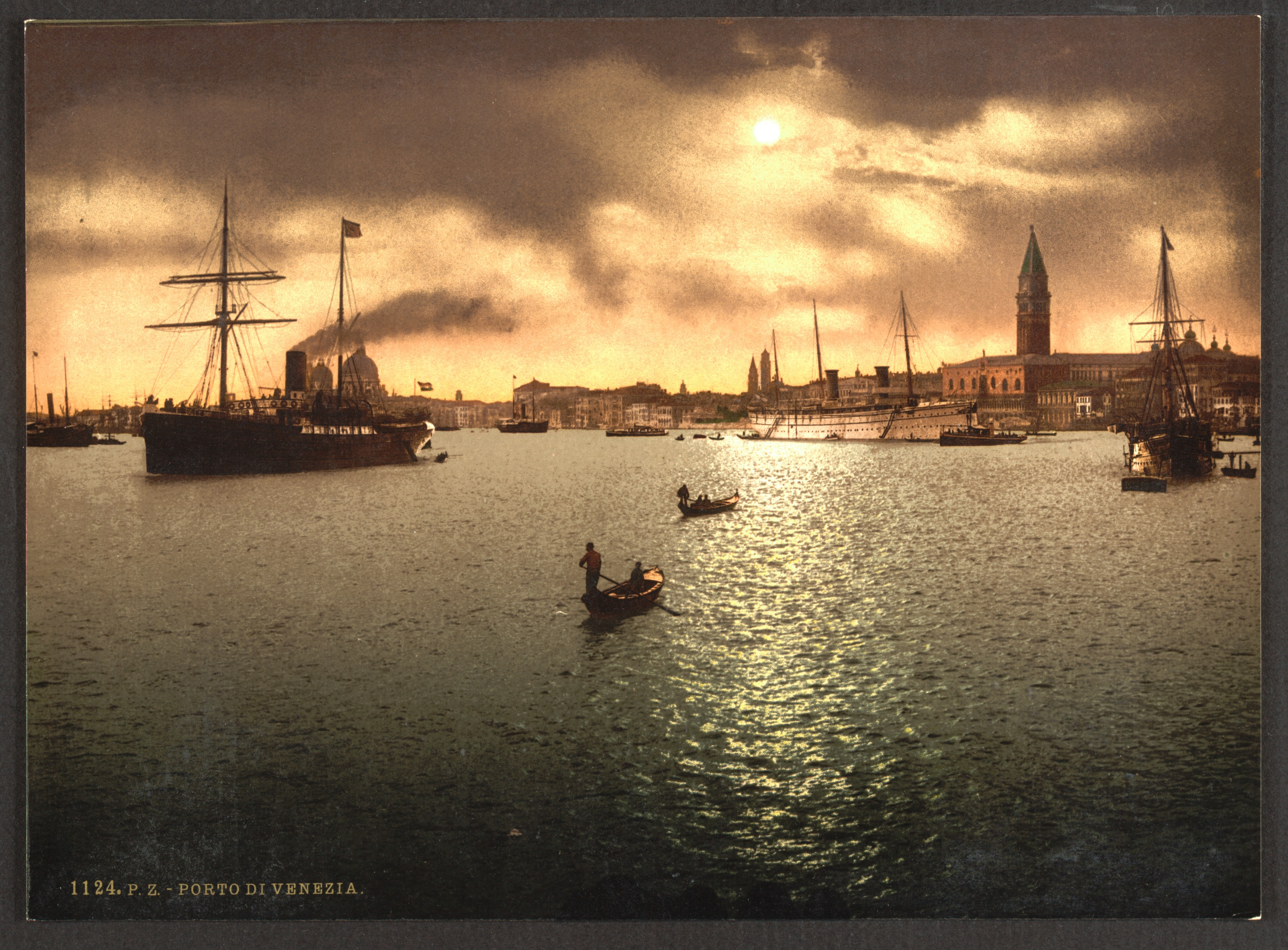
Riva degli Schiavoni între 1890 și 1900

Amenajarea malului Riva degli Schiavoni a început, probabil, încă din secolul al IX-lea și a suferit o primă extindere în 1060 după drenarea unei zone mlăștinoase. Malul era inițial mult mai îngust decât cel actual, fiind puțin mai larg decât Ponte della Paglia, după cum rezultă și din pictura lui Jacopo de 'Barbari din 1500 și din nenumărate picturi și stampe. Lărgirea malului până la dimensiunea actuală a început abia în 1780 și s-a încheiat în 1782, în ultimii ani de existență ai Republicii Venețiene.
În 1172 pe acest mal, la intrarea pe Calle delle Rasse, Marco Cassolo l-a înjunghiat mortal pe dogele Vitale Michiel al II-lea care era în drum spre biserica San Zaccaria din apropiere pentru celebrarea Paștilor. Capturat imediat, Cassolo a fost judecat, condamnat și executat, iar Senatul a decis ca locuința lui, care se afla pe mal chiar în locul atentatului să fie distrusă și a interzis reconstruirea sa din piatră pentru totdeauna, permițând să se construiască numai case de lemn cu un nivel. A fost schimbat, de asemenea, traseul pe care dogele trebuia să-l urmeze pentru a ajunge la biserica San Zaccaria: nu s-a mai mers de-a lungul Riva degli Schiavoni, ci se traversa campo dei santi Filippo e Giacomo. Interdicția de a se construi case din piatră a fost respectată până în 1948, când casele din lemn au fost demolate și înlocuite cu aripa actuală a modernului hotel Danieli.
În 1324 malul a fost pavat pentru prima dată, folosindu-se cărămidă de pavaj.
În anul 1851, în timpul dominației austriece, comisarul Bembo a prezentat un proiect pentru construirea unui stabiliment balnear citadin în Bazinul San Marco. Proiectul, comandat arhitecților Fisola și Cadorin, prevedea dublarea lățimii malului Riva degli Schiavoni, cu construirea unui al doilea rând de imobile moderne, cu vedere la bazinul San Marco, precum și dublarea lățimii podului Ponte della Paglia și a canalelor Rio del Vin, Rio dei Greci și Rio de la Ca' di Dio. Proiectul a fost foarte controversat din cauza impactului său nefavorabil, fiind mai târziu respins definitiv în 1854 de către delegatul provincial.

## Clădiri și monumente

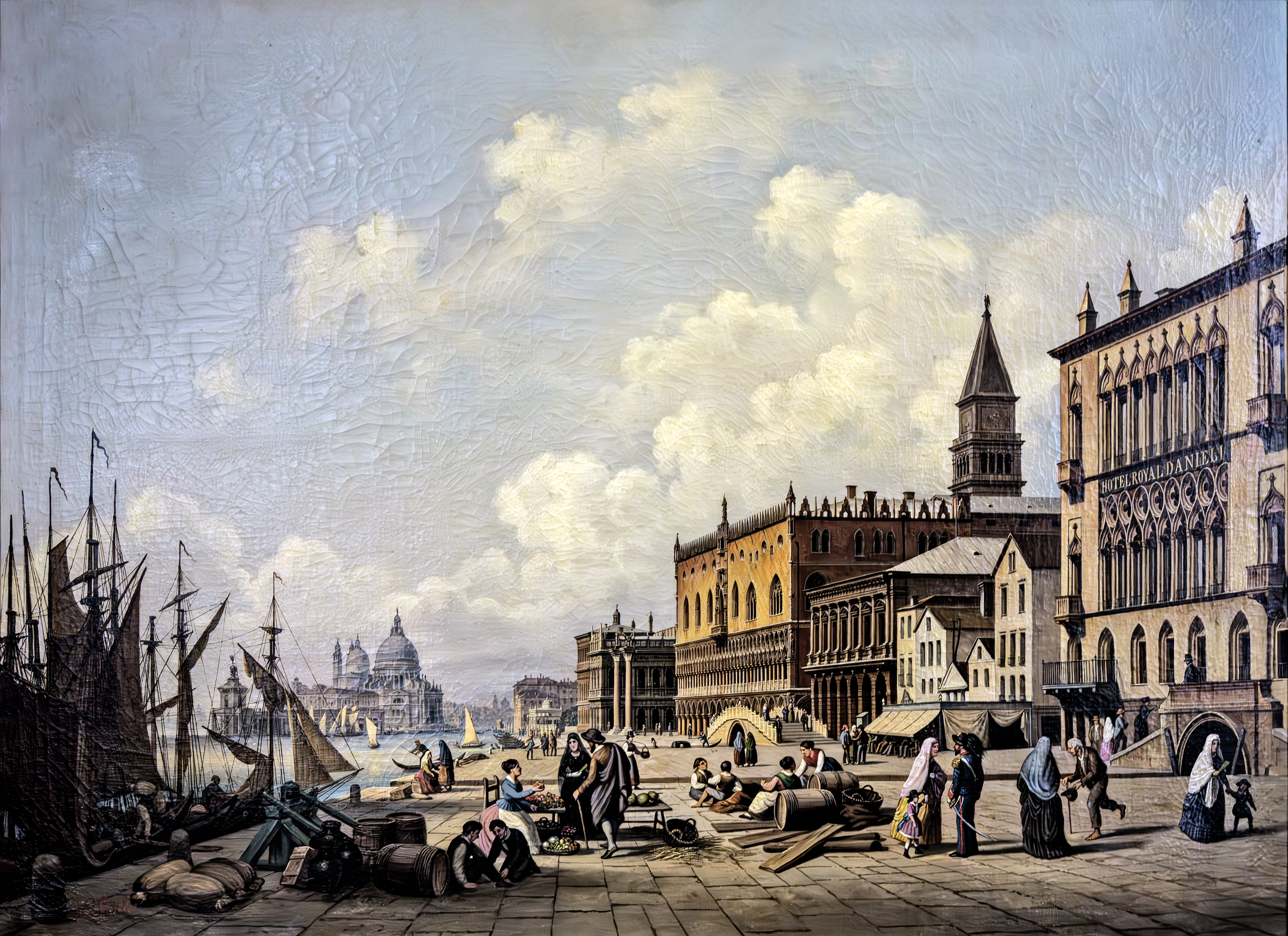
Riva degli Schiavoni în secolul al XIX-lea de Hubert Sattler

Pe Riva degli Schiavoni se află mai multe clădiri de o deosebită importanță arhitectonică sau istorică. Mergând dinspre Palatul Dogilor către arsenal se întâlnesc în ordine:
- Ponte della Paglia, care marchează începutul străzii;
- Palazzo delle Prigioni Nuove, legat de Palatul Dogilor prin Puntea Suspinelor;
- modernul hotel Danieli Excelsior, cu intrarea de pe Calle delle Rasse;
- fostul palat Dandolo, actualmente sediul Hotelului Danieli, unul dintre cele mai luxoase din oraș;
- podul de peste Rio del Vin;
- monumentul ecvestru din bronz dedicat regelui Vittorio Emanuele al II-lea, realizat în 1887 de sculptorul Ettore Ferrari;
- clădirea în care a trăit scriitorul Henry James în timpul șederii sale la Veneția;
- podul de peste Rio dei Greci;
- Biserica Santa Maria della Pietà în care a funcționat școala omonimă unde Antonio Vivaldi și-a compus muzica;
- podul de peste Rio della Pietà;
- fostul palat Gabrielli, acum sediu al unui hotel de lux;
- Ponte Ca' di Dio, care marchează sfârșitul străzii.